# プロジェクト80
プロジェクト80株式会社（プロジェクトハチジュウ）は、TV番組の音響効果を中心に映画・舞台・レコード・広告等の企画制作・演出・技術を扱う。

## 沿革
- 1979年（昭和54年）12月21日設立、第一音響より派生。
- 2014年（平成26年）渋谷区代々木にMAスタジオ開設。

## 役員
- 代表取締役社長：福島三樹

## 過去の所属スタッフ
- 志田博英（→OCBプロ→ヴェントゥオノ）

## 担当番組
（凡例）太字：現在放送中の番組。※特に記述がない場合はフジテレビで放送。

## 音楽制作
- FNNニュース